# Konstantin V. Kopronim
Konstantin V. Kopronim (starogrč. Κωνσταντῖνος Κοπρώνυμος) (Carigrad, 718. – Carigrad, 14. rujna 775.), bizantski car (741. – 775.), sin cara Lava III. Izaurijca i njegove supruge Marije.
Početkom vladavine obračunao se s uzurpatorom Artabazdom (741. – 743.), suprugom svoje sestre. Uspješno je ratovao protiv Arapa i vodio devet pohoda protiv Bugara i Slavena. Godine 751. Langobardi su osvojili zadnje ostatke Ravenskog egzarhata, čime su znatno oslabili bizantski utjecaj u sjevernoj i srednjoj Italiji.
U njegovo vrijeme ikonoklastičke borbe doživjele su svoj vrhunac. Smatran je najžešćim protivnikom štovanja svetih slika. Tu je odbojnost još u ranom djetinjstvu poprimio od oca.
Leon III. dao je Artavazdu za ženu svoju kćerku, jer mu je, kao upravitelj bizantske teme Armenijaka u Maloj Aziji pomogao da se dokopa prijestolja. Artavazd je pred podanicima nastupio kao štovatelj svetih slika te je borbu za vrhovnu vlast prikazao kao njihovu obranu. Artavazd je zatim napao i potukao Konstantinovu vojsku koja je išla u rat protiv Arapa. Nakon toga se proglasio carem te se u Carigradu dao okruniti. Okrunio ga je patrijarh Anastazija. Uzeo je za suvladara starijega sina Nicefora te je mlađega sina Nicetu imenovao vrhovnim zapovjednikom vojske i povjero mu temu Armenijaka. Tako je u Carigradu štovanje svetih slika bilo ponovno dozvoljeno.
Konstantin V. se sklonio u Amorij, glavni grad anatolijske teme. Dvije su se vojske sukobile pod Sardom (u svibnju 743.) gdje je pobijedio Konstantin. Dana 2. studenog 743. ušao je u Carigrad. Dao je Artavazda i oba njegova sina oslijepiti, a njihovi surdanici su bili ubijeni ili osakaćeni. Patrijarh Anastazije bio je postavljen na magarca okrenut licem prema repu i proveden kroz hipodrom, na izrugivanje mnoštva. Ipak, nije ga dao svrgnuti s patrijarške stolice.
Sazvao je crkveni skup u carskom dvoru u Hieriji (10. studenog 753.) na kojem je bilo 338 biskupa. Predsjedao je efeški naslovni biskup Teodozije. Predstavnici pape nisu bili prisutni. Završno zasjedanje održalo se u Carigradu u crkvi Blažene Djevice Marije u Blahernama. Dana 28. kolovoza 753., u prisutnosti novoizabranoga patrijarha Konstantina II., car je Forumu proglasio odluke skupa protiv svetih slika. Štovanje svetih slika bilo je tada izjednačeno klanjanju kumirima. Zatim se krenulo s progonom neistomišljenika; između ostalih to su Petar Kalibit, Ivan iz Monagrije, Stjepan Mlađi i Andrija Krećanin.
Na Zapadu je Pipin Mali sazvao crkveni skup u Gentillyju (767.) te papa Stjepan III. Lateranski sabor (769.), kako bi raspravili pitanje borbe protiv štovanja svetih slika.
Kako bi redovnike i pustinjake izvrgnuli ruglu državne su vlasti na carigradskom konjskom trkalištu, 21. kolovoza 766., naredili da svaki od njih mora proči pred sakupljenim mnoštvom podrugljivaca držeći za ruku jednu žensku osobu, kako bi se izvrgne ruglu njihova redovnička čistoća. Istoga je mjeseca dao pogubiti 19 visokih činovnika i vojnih časnika.
Razbolio se za vrijeme pohoda protiv Bugara te je umro na putu u Carigrad.

## Obitelj
Konstantinove su žene bile Tzitzak, Marija i Eudokija.

### Članci
- Tadin, Marin. 1984. Bizantinski ikonoklazam ili kipoborstvo (730—843. god.). Crkva u svijetu. Sveučilište u Splitu - Katolički bogoslovni fakultet. Split. 19 (4): 391–405

## Vanjske poveznice
- Konstantin V. Kopronim Hrvatska enciklopedija
- Konstantin V. Kopronim (K. Smrdljivac) Proleksis enciklopedija

| Prethodnik:                       | Bizantski carevi | Nasljednik:                  |
| Leon III. Izaurijac (717. – 741.) | Bizantski carevi | Leon IV. Hazar (775. – 780.) |